# Bầu cử lập pháp Indonesia 2009
Cuộc bầu cử lập pháp Indonesia 2009 là cuộc tổng tuyển cử thứ ba kể từ khi chế độ độc tài Soekarno sụp đổ năm 1998. Hàng chục triệu cử tri Indonesia ngày 9/4 đã bắt đầu bỏ phiếu trong Cuộc tổng tuyển cử sẽ quyết định ai có thể ra tranh cử tổng thống vào tháng 7 năm 2009.

## Bối cảnh
Sự từ chức của Suharto sau ba thập kỷ cầm quyền đã báo hiệu sự khởi đầu của kỷ nguyên thay đổi chính trị. Và cuộc tổng tuyển cử ngày 9/4 được coi là một cuộc thử thách then chốt khác đối với nền dân chủ non trẻ của Indonesia. 171 triệu cử tri của quốc gia đông người Hồi giáo này sẽ lựa chọn giữa hàng nghìn ứng viên ở cấp huyện, tỉnh và quốc gia. Có tổng cộng 520.000 điểm bỏ phiếu tại 6.000 hòn đảo có người định cư. Có 38 đảng, hầu hết là các đảng tôn giáo và dân tộc chủ nghĩa, cạnh tranh để giành ghế tại Hạ viện 560 thành viên. Tuy nhiên, hầu hết các đảng sẽ không giành được tối thiểu 2,5% phiếu bầu theo luật định.
Các điểm bỏ phiếu đã mở cửa lúc 5 giờ sáng tại tỉnh bất ổn Papua ở miền Đông, nơi cảnh sát được đặt trong tình trạng cao sau một loạt các cuộc biểu tình kêu gọi độc lập và tẩy chay tổng tuyển cử. Papua và tỉnh Aceh ở miền Tây - nơi cuộc chiến tranh li khai kéo dài ba thập kỷ đã chấm dứt vào năm 2005 - là hai điểm nóng có thể xảy ra bạo lực trong suốt ngày bầu cử. Tuy nhiên, giới phân tích nhận định ngày bầu cử sẽ diễn ra tương đối hòa bình.

## Chiến dịch
Đảng Dân chủ của Tổng thống Susilo Bambang Yudhoyono dẫn đầu trong các cuộc thăm dò dư luận, cụ thể là dẫn trước đảng Đấu tranh dân chủ đối lập và đảng Golkar - đảng cầm quyền trước đây của ông Suharto. Theo Viện khảo sát Indonesia, 26,6% cử tri ủng hộ đảng Dân chủ, so với 14,5% của đảng Đấu tranh dân chủ đối lập và 13,7% của Golkar.
Nếu kết quả thăm dò trên là chính xác, cuộc tổng tuyển cử ở Indonesia sẽ là một chiến thắng lớn đối với ông Yudhoyono và đảng mà ông thành lập năm 2001. Chiến thắng này sẽ giúp ông ra tái tranh cử tổng thống vào tháng 7 năm 2009. Duy trì tăng trưởng trong bối cảnh suy thoái kinh tế toàn cầu cũng như chống tham nhũng là những vấn đề chính mà cử tri Indonesia quan tâm. Xuất khẩu và đầu tư nước ngoài của nền kinh tế lớn nhất Đông Nam Á này đã giảm mạnh.